# Форт Каннинг
Форт Каннинг (кит. 福康宁, малайск. Bukit Larangan, там. Pokamutiyatha Arasarin Malai) — небольшой холм, в высоту достигающий немногим больше 60 метров и расположенный в Центральном районе на юго-востоке Сингапура. Несмотря на сравнительно небольшие размеры, холм имеет долгую историю, тесно связанную с историей самого Сингапура. Сейчас это также популярное место для проведения музыкальных шоу и концертов.

## Ранняя история
До прибытия в Сингапур Стэмфорда Раффлза в 1819 году холм был известен как Букит Ларанган, или «Запретный холм» в переводе с малайского языка. Раффлз писал о том, как местные жители весьма настороженно относились к восхождениям на холм, так как верили, что здесь покоятся дворцы, построенные их предками. Место у подножия холма под названием Керамат Искандар Шах считалось местом упокоения последнего малайского царя острова и было высокочтимо мусульманами.
Со временем, когда с холма была убрана часть растительности, были обнаружены руины древних кирпичных строений, подтверждавшие народные легенды.

## Фортификация холма
Значение и расположение холма во многом предопределили постройку на нём Раффлзом первой своей резиденции. Как человек, увлекающийся ботаникой, он построил здесь же в 1822 году первый в Сингапуре ботанический сад. Из-за резиденции холм позже получил название Правительственного (англ. Government Hill).
К концу 1859 года необходимость усиления военного присутствия привела к разрушению губернаторской резиденции и постройке форта с оружейным складом, казармами и госпиталем. Своё название форт Каннинг получил в честь виконта Чарльза Джона Каннинга, бывшего генерал-губернатором Индии. Позже это название закрепилось и за холмом и сохранилось даже после утраты последним своей военной роли.
Форт служил штаб-квартирой для Сингапурского базового округа вплоть до начала Второй мировой войны. В феврале 1942 года генерал-лейтенант Артур Эрнест Персиваль установил командный пункт Малайского командования в данном форте во время своих попыток защитить остров от вторжения японских войск. Последние после вторжения также использовали форт в своих военных целях вплоть до окончания оккупации в 1945 году, когда Британская армия вернула контроль над островом.
В 1963 году британское командование передало форт под управление Вооруженных сил Сингапура. Затем форт Каннинг служил штаб-квартирой 4-й Малайской пехотной бригады вплоть до декабря 1966 года, когда снова вернулся к Вооруженным силам Сингапура. Усилиями последних началось строительство на холме Сингапурского командного и штабного колледжа, который был торжественно открыт 13 февраля 1970 года.

## Современный Форт Каннинг
Современный форт Каннинг предоставляет целый набор развлечений, связанных с историческими, культурными, образовательными моментами, являясь в то же время своеобразным парком в деловом центре Сингапура. Уникальная смесь исторических реликвий, буйной растительности и обширных газонов сделала форт Каннинг центром культурной жизни. Так он является местом проведения многих  мероприятий, проходящих на открытом воздухе, как-то театральные карнавалы, фестивали искусств, показы фильмов. WOMAD, крупнейший музыкальный фестиваль Сингапура, с 1998 года регулярно проводится именно здесь.